# Odisea (álbum de Turf)
Odisea es el quinto álbum de estudio de la banda argentina Turf, lanzado el 1 de septiembre de 2017 por el sello Pop Art.El disco fue producido por Coti Sorokin y Will Berman. Sus sencillos son "Hablo solo", cuyo videoclip participa Raúl Sencillez, "Disconocidos" y "Contacto". También en el videoclip de "No me podés cambiar" aparece Charly García.
Odisea es el primer álbum con canciones nuevas de Turf luego de trece años de su último disco, Para mí, para vos, lanzado en 2004.

## Lista de temas
| Odisea |                            |          |  |
| N.º    | Título                     | Duración |  |
| 1.     | «Disconocidos»             | 3:53     |  |
| 2.     | «Hablo solo»               | 4:07     |  |
| 3.     | «Contacto»                 | 4:08     |  |
| 4.     | «No me podés cambiar»      | 5:13     |  |
| 5.     | «Eclipse»                  | 3:06     |  |
| 6.     | «No robes mi tiempo»       | 3:47     |  |
| 7.     | «Los freaks de la T.V.»    | 3:50     |  |
| 8.     | «Porque te quiero»         | 3:33     |  |
| 9.     | «Los colores»              | 3:40     |  |
| 10.    | «Desordenado»              | 4:39     |  |
| 11.    | «Lo que tomo y lo que doy» | 4:43     |  |
| 12.    | «Finale»                   | 4:17     |  |
| 48:58  |                            |          |  |